# Lisa Schütze
Lisa Marie Schütze (* 5. Oktober 1996 in Düsseldorf) ist eine deutsche Hockey-Nationalspielerin. 
Die jüngere Schwester von Christina Schütze begann früh in der Jugend des Düsseldorfer HC und wuchs bis in die erste Mannschaft heran. 2015 gewann sie mit den Düsseldorferinnen die Deutsche Meisterschaft im Hallenhockey. Sie durchlief die Jugendnationalmannschaften des Deutschen Hockey-Bundes. Für die A-Nationalmannschaft bestritt sie bislang 56 Länderspiele, davon 5 in der Halle.
Lisa Schütze gehörte zum deutschen Team bei den Olympischen Spielen 2016 in Rio de Janeiro, die Stürmerin gewann mit der deutschen Mannschaft die Bronzemedaille durch einen Sieg über Neuseeland.
Dafür wurde sie am 1. November 2016 mit dem Silbernen Lorbeerblatt ausgezeichnet.